# 경운 (김헌창)
경운(慶雲)은 신라의 왕족이자 장안국의 국왕인 김헌창이 사용한 연호이다. 822년 1년 동안만 사용되었다.
신라 헌덕왕 14년(822년) 3월 왕족인 김헌창이 아버지 김주원이 왕위에 오르지 못한 것이 불만을 갖고 반란을 일으켰다. 웅주(충남 부여군)를 거점으로 신라 남서부 지역을 점령하여 세력을 모여 장안국을 건국을 하였고, 동시에 연호를 경운으로 하였다. 김헌창의 반란은 평정되었고, 연호 경운은 즉시 폐지되었다.

## 기년표
| 경운 | 원년  |
| 서기 | 822년 |
| 간지 | 임인  |

## 관련 기록
三月 熊川州都督憲昌 以父周元不得爲王 反叛 國號長安 建元慶雲元年
3월 웅천주도독(熊川州都督) 헌창(憲昌)이 그의 아버지 주원(周元)이 임금이 되지 못했다는 이유로, 반역을 일으켜 국호를 장안(長安)이라 하고, 연호를 경운(慶雲) 원년이라 하였다.
-《삼국사기》 〈권제4〉 신라본기 헌덕왕 14년조-

## 같이 보기
- 인물
  - 김범문
  - 김헌창
  - 장안국
- 한국의 연호